# Praesepe
Coordonate:  08h 40.4m 00s, +19° 41′ 00″

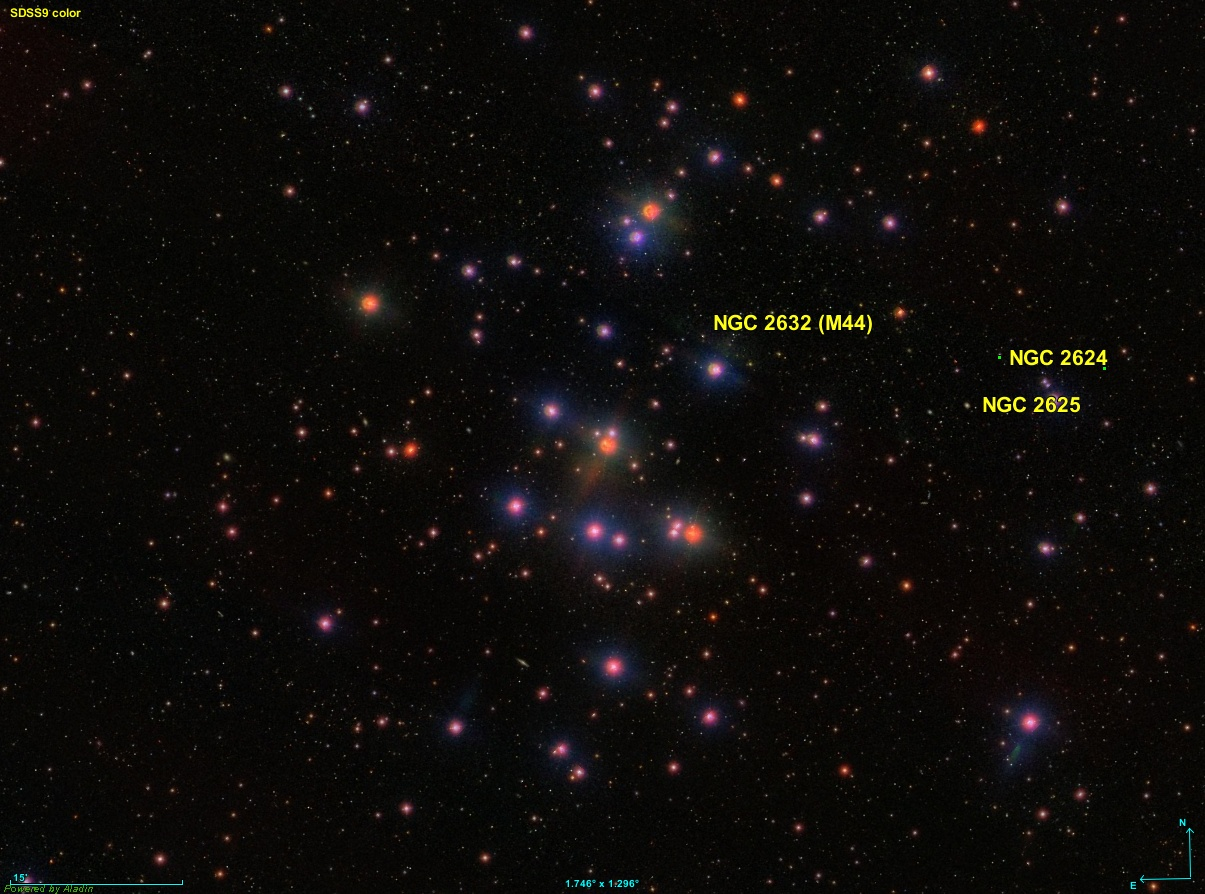
Roiul deschis Praesepe (NGC 2632) și două galaxii (NGC 2624 și NGC 2625) din periferia sa

Praesepe este un roi stelar deschis care are indicativul M 44, în Catalogul Messier, întocmit de astronomul francez Charles Messier.

## Observare
Roiul este observabil cu ochiul liber prin magnitudinea sa aparentă globală de 3,7, totuși, stelele care îl compun au o luminozitate prea slabă pentru a putea fi distinse individual.
Roiul apare sub forma unei nebulozități care acoperă o zonă de 95 de minute de arc.
Cu binoclul se pot totuși distinge mai multe zeci de stele. Roiul este splendid dacă este observat cu un instrument având obiectivul cu un diametru care depășește 150 mm; utilizarea unui grosisment mic (de 20 de ori) este necesar din cauza întinderii roiului.
La nord de M44 se află γ Cancri (Asellus Borealis), în timp ce la sud este situată δ Cancri (Asellus Australis).

## Descriere
Potrivit bazei de date WEBDA, Messier 44 se află la 187 pc (∼610 a.l.) de Sistemul Solar, iar măsurătorile paralaxei mai multor stele de către Hipparcos și ultima diagramă culoare-magnitudine în infraroșu dau o distanță foarte similară de 182 pc (∼594 a.l.). Potrivit bazei de date WEBDA, vârsta roiului este de circa 730 de milioane de ani, ceea ce este de același ordin de mărime cu vârsta roiului Hiade (Melotte 25) estimată la 790 de milioane de ani. Mișcarea proprie a acestor două roiuri este de altfel similară, sugerând o origine comună.
Mărimea aparentă a roiului Praesepe este de 70 de minute de arc, ceea ce, ținând cont de distană, dă o mărime reală maximă de circa 12 ani-lumină.
Potrivit clasificării roiurilor deschise a lui Robert Trumpler, acest roi conține între 50 și 100 de stele (litera m) a căror concentrație este medie (II) și ale căror magnitudini sunt repartizate pe un interval mediu (cifra 2). Totuși studii recente scot în evidență faptul că roiul conține cel puțin 1.000 de stele (a se vedea secțiunea Morfologie și compoziție). Magnitudinea vizuală a roiului este egală cu 3,1. Cele mai strălucitoare stele ale sale au culoarea albastru-alb, iar magnitudinea este cuprinsă între 6,0 și 6,5.  

## Morfologie și compoziție
Roiul Praesepe conține cel puțin mii de stele legate între ele prin gravitație, cu o masă totală cuprinsă între 500 și 600 de mase solare. Un studiu recent a scos în evidență prezența foarte probabilă a 1010 stele, între care 68 % sunt pitice roșii, 30 % sunt stele asemănătoare cu Soarele, de tipuri spectrale F, G și K, iar 2 % sunt stele strălucitoare de tip spectral A. Există și 5 stele gigante, dintre care 4 sunt de tip K0 III, iar una de tip G0 III.
La fel ca multe roiuri deschise, M 44 a suferit un proces dinamic de segregare în masă. Aceasta semnifică faptul că stelele masive și strălucitoare se află mai ales în nucleul roiului, în timp ce stelele mai puțin masive îi populează haloul. Raza bazei roiului este de circa 11,4 ani-lumină, raza semimasei sale este de vreo 12,7 ani lumină, iar 
raza sa mareică se întinde până la 39 de ani-lumină.

În prezent, sunt identificate unsprezece pitice albe, care reprezintă faza finală a evoluției celor mai masive stele din roi, stele care erau la origine de tip spectral B. Cât despre piticele cenușii, ele sunt extrem de rare, probabil pentru că acestea au fost ejectate din halou prin efectul mareic.